# Puerto Baquerizo Moreno
Puerto Baquerizo Moreno est un port situé à l'extrémité Sud-Ouest de l'île San Cristóbal, et chef-lieu de la province des Galápagos, en Équateur. Le nom de la ville est celui du président équatorien Alfredo Baquerizo Moreno (1859-1951). L'activité touristique est en plein développement et Puerto Baquerizo Moreno est un point d'accès aux autres îles de l'archipel, par voie maritime (croisières ou bateaux-taxi) ou aérienne (avions-taxi vers Santa Cruz et Isabela).

## Description
La population est d'environ 5 600 habitants vivant principalement de la pêche et du tourisme. Puerto Baquerizo Moreno dispose de deux aéroports qui proposent des liaisons avec Quito et Guayaquil. Le port accueille aussi la seconde base navale équatorienne après celle de Guayaquil.
On peut y trouver un petit musée d'histoire naturelle ainsi qu'une Cathédrale franciscaine, dont les fresques dépeignent les Galápagos, sur l'Avenida Northia, l'axe principal de la bourgade. Le centre d'interprétation, un musée situé près de Playa Mann, propose des informations sur l'île San Cristóbal et les Galápagos en général. Les falaises du Cerro de los Tijeretas abritent des frégates, à 3 km du centre, offrant une vue imprenable sur l'océan Pacifique, le rocher León Dormido et le port tout proche.
Parmi les sites remarquables situés à proximité on peut noter également quatre plages, la Punta Carola (appréciée des surfeurs), la Mann (en face de l'Université), la Playa de Oro (où se réchauffent au soleil des otaries mâles célibataires) et la Playa de los Marinos (qui accueille une importante colonie d'otaries très familières, en plein centre de la localité, en face de la capitainerie). Les frégates, pétrels et fous à pattes bleues pêchent à quelques mètres du quai. Les otaries cohabitent avec les habitants sur le port et investissent le marché aux poissons, la place du village et les piscines des hôtels. 
La Loberia, zone côtière située derrière l'aéroport, à 2 km du centre, accueille otaries, iguanes marins et pélicans bruns dans un environnement préservé.
Dans l'eau à 20 °C en moyenne, poissons chirurgiens, mulets, oursins-crayons et tortues marines sont présents en nombre, particulièrement à la saison sèche.
Une seule route part de Puerto Baquerizo Moreno, en direction de la zone agricole et des villages d'El Progreso et de La Soledad. C'est également le moyen d'accéder aux autres sites touristiques de l'île, tel que le lac volcanique d'El Junco et la galapaguera semi-natural (réserve de tortues géantes).
Par mer, depuis le port, les bateaux touristiques vont à Isla Lobos, où des sentiers sous-marins de randonnée palmée longent la côte nord-ouest de l'île, au site de plongée sous-marine du rocher León Dormido et à Punta Pitt, site de nidification de nombreuses espèces d'oiseaux, qu'on ne visite qu'avec un guide du parc national des Galápagos.